# 清道郡

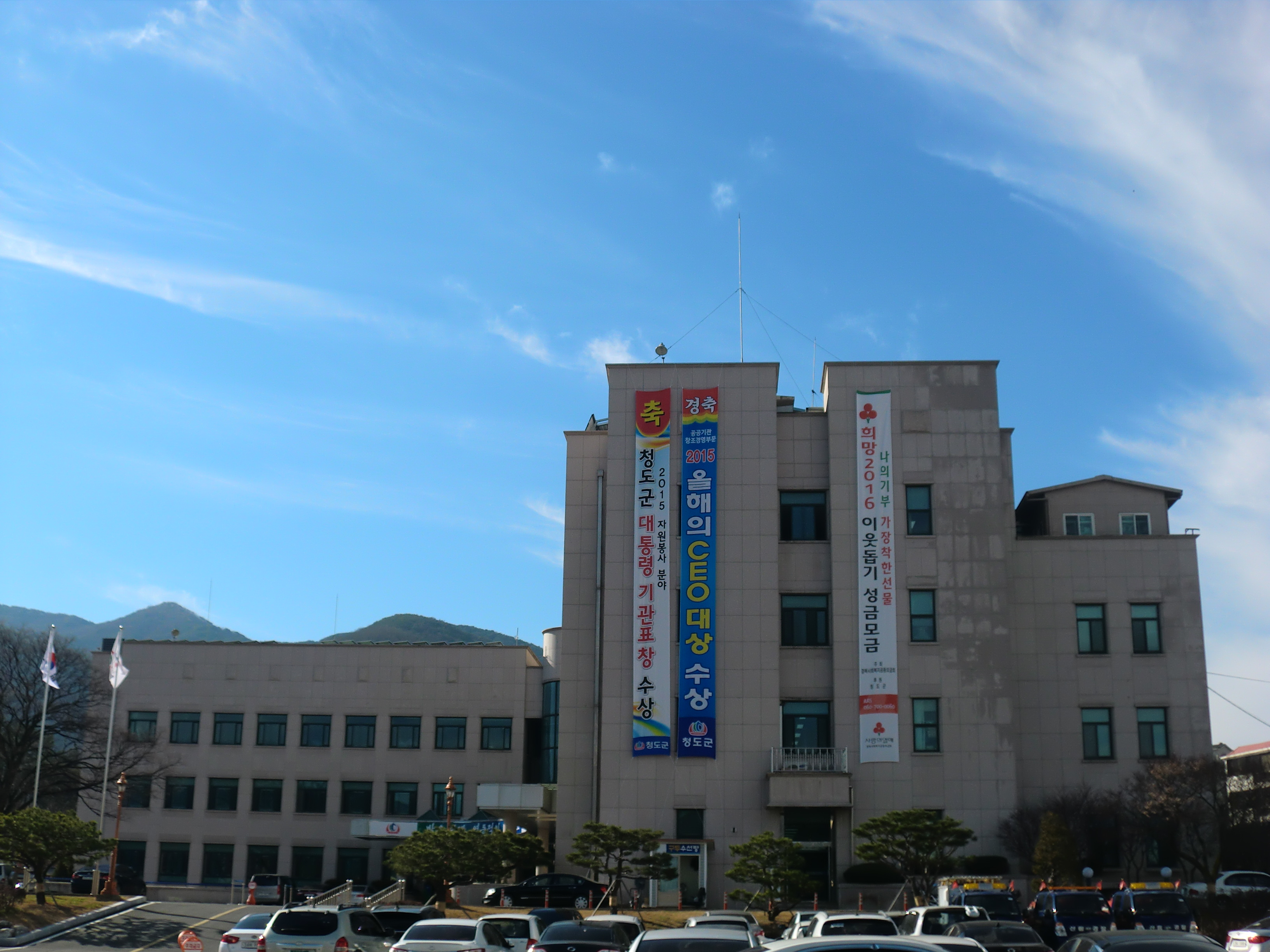
清道郡庁

清道郡（チョンドぐん）は、大韓民国慶尚北道の南部にある郡である。郡庁所在地は華陽邑凡谷里。郡の南部は慶尚南道密陽市と境界を接している。

## 歴史
- ~ 297年 - 伊西国
- 297年 - 伊西国が斯蘆（後の統一新羅）に滅亡。伊西郡3城を統合して大城郡を設置
- 757年 - 3つの城（率已山城、駕山城、烏刀山城）を3県(烏岳県、荊山県、蘇山県）に改称。同時に梁山・密陽に分割編入。
- 940年 - 3県を統合して密城郡清道県
- 1010年 - 嶺東道道州
- 1012年 - 慶州府道州
- 1018年 - 嶺東道密陽郡清道県、豊角県
- 1343年 - 清道県を清道郡に改編
- 1366年 - 密陽府清道郡
- 1405年 - 慶尚道清道郡
- 1895年6月23日(旧暦閏5月1日) - 大邱府清道郡 [2]
- 1896年8月4日 - 慶尚北道清道郡 [3]
- 1906年9月24日 - 大邱郡角北面・角県内面・角二同面・角初同面が清道郡に編入。[4]
- 1911年 - 外西面が密陽郡に編入。
- 1914年4月1日 - 郡面併合により、清道郡に以下の面が成立。（10面）[5][6]
  - 華陽面・豊角面・角南面・伊西面・大城面・梅田面・終道面・雲門面・錦川面・角北面

| 道令第2号  |            | |
| 旧行政区域 | 新行政区域 | 新行政区域                                                                                         |
| 県内面     | 豊角面     | 봉기동、성곡동、송서동、수월동、현리동                                                             |
| 二同面     | 豊角面     | 금곡동、안산동、월봉동、차산동、화산동、흑석동                                                     |
| 初同面     | 豊角面     | 덕양동                                                                                             |
| 初同面     | 角南面     | 녹명동、사동、신당동、옥산동、함박동                                                               |
| 内西面     | 角南面     | 칠성동、화동、일곡동、구곡동、예리동                                                               |
| 角北面     | 角北面     | 명대동、우산동、삼평동、남산동、덕촌동、지슬동、금천동、오산동                                     |
| 上北面     | 伊西面     | 가금동、각계동、구라동、대전동、서원동、수야동、칠엽동、학산동                                     |
| 次北面     | 伊西面     | 고면동、고철동、금촌동、대곡동、문수동、신촌동、양원동、팔조동                                     |
| 上邑面     | 華陽面     | 교촌동、눌미동、동상동、동천동、범곡동、서상동、소라동、송북동、신봉동、합천동                     |
| 次邑面     | 華陽面     | 고평동、다로동、유등동、삼신동、송금동、진라동、토평동                                             |
| 龍山面     | 大城面     | 내동、덕암동、무등동、부야동、송읍동、안인동、운산동、원정동                                       |
| 下南面     | 大城面     | 거연동、고수동、구미동、내호동、사촌동、상동、신도동、원동、월곡동、유호동、음지동、초현동、평양동 |
| 中南面     | 梅田面     | 구촌동、내동、예전동、송원동、紙田洞                                                               |
| 上南面     | 梅田面     | 금곡동、남양동、당호동、동산동、용산동、북지동、온막동、장연동、호화동                             |
| 東上面     | 終道面     | 상평동、하평동、관하동、금천동、두곡동、덕산동                                                     |
| 一位面     | 終道面     | 갈지동、김전동、사전동、소천동                                                                     |
| 二位面     | 雲門面     | 공암동、대천동、방음동、서지동、순지동、신원동、오진동                                             |
| 古彌面     | 雲門面     | 봉하동、정상동、지촌동、마일동                                                                     |
| 中東面     | 錦川面     | 동곡동、임당동、박곡동、방지동、신지동、오봉동                                                     |
- 1919年 - 大城面が清道面に改称。（10面）
- 1934年4月1日 - 終道面を廃止し、梅田面・錦川面に分割編入。（9面）[7]
  - 終道面上坪洞・下坪洞・館下洞・錦川洞・杜谷洞・徳山洞が梅田面に編入。
  - 終道面小川洞・金田洞・葛旨洞・四田洞が錦川面に編入。
- 1949年8月13日 - 清道面が清道邑に昇格。[8]（1邑8面）
- 1961年 - 郡庁を清道邑から華陽面に移す。
- 1979年5月1日 - 華陽面が華陽邑に昇格。[9]（2邑7面）
- 1989年5月1日 - 伊西面鼓鳴里が興善里に、清道邑九尾里が亀尾里にそれぞれ改称。
- 1992年1月1日 - 錦川面の一部が雲門面に編入。

## 行政

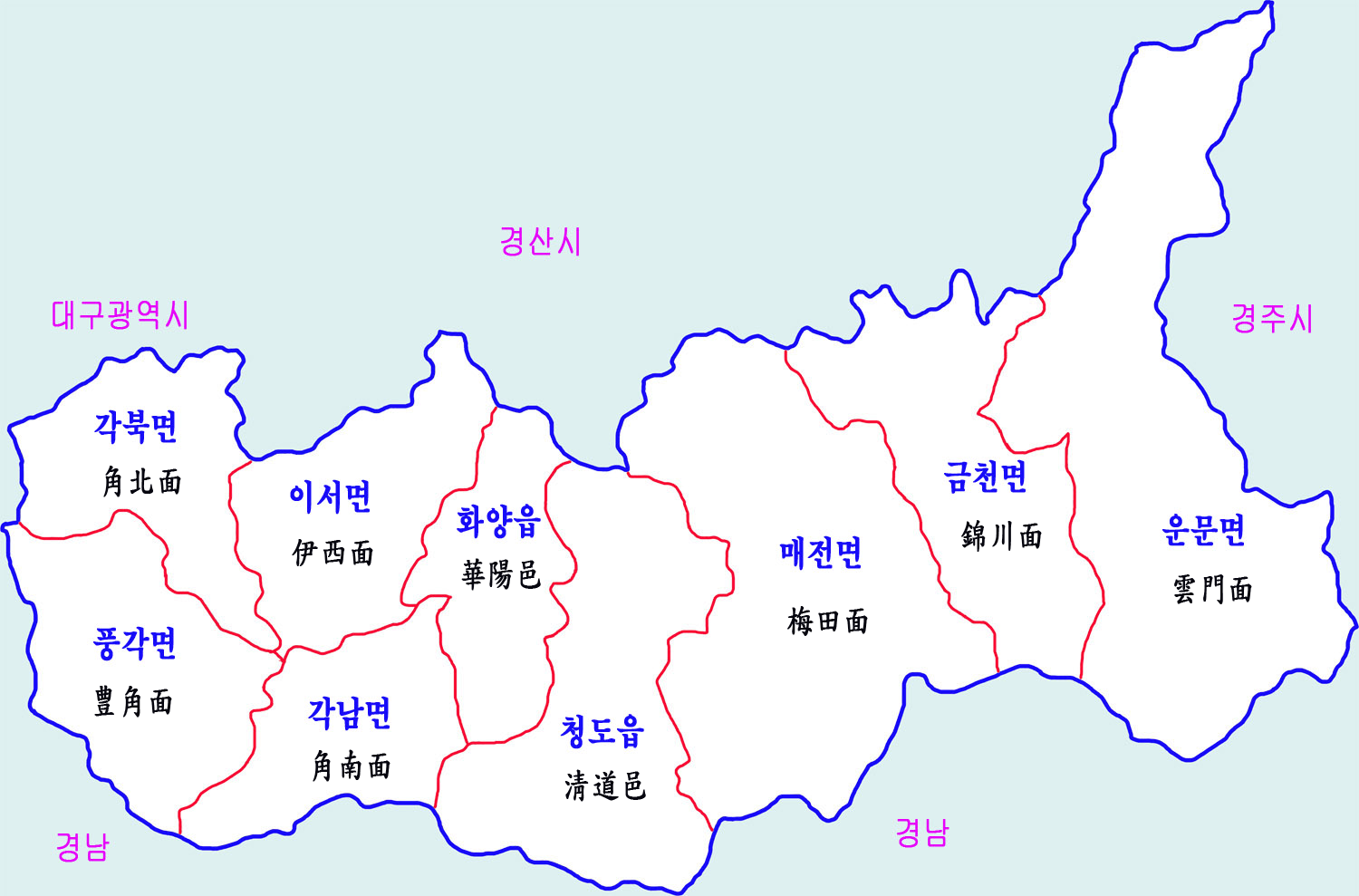
行政区域図

### 行政区域
| 邑・面 | 法定里 |
| ------ | --- |
| 清道邑 | 高樹里、松邑里、無等里、徳岩里、内里、安仁里、雲山里、釜也里、元井里、亀尾里、月谷里、院里、巨淵里、新道里、上里、平陽里、陰地里、初峴里、楡湖里、内湖里、沙村里 |
| 華陽邑 | 古坪里、校村里、訥弥里、茶路里、東上里、東川里、凡谷里、三新里、西上里、所羅里、松金里、松北里、新奉里、柳等里、陳羅里、土坪里、合川里                           |
| 豊角面 | 松西里、鳳岐里、県里里、聖谷里、水月里、花山里、金谷里、安山里、黒石里、月奉里、車山里、徳陽里                                                                   |
| 角南面 | 七星里、華里、日谷里、九谷里、礼里里、新堂里、鹿鳴里、沙里、咸博里、玉山里                                                                                       |
| 伊西面 | 七葉里、大田里、佳琴里、九羅里、書院里、角渓里、鶴山里、水也里、琴村里、文峀里、古哲里、陽院里、新村里、七谷里、大谷里、八助里、興善里                           |
| 梅田面 | 南陽里、堂湖里、金谷里、東山里、北旨里、龍山里、温幕里、好花里、長淵里、礼田里、内里、紙田里、松元里、亀村里、下坪里、上坪里、館下里、錦川里、徳山里、杜谷里     |
| 雲門面 | 西芝里、大川里、蓴池里、芳音里、梧津里、新院里、孔岩里、芝村里、鳳下里、亭上里、馬日里、芳旨里                                                                   |
| 錦川面 | 東谷里、四田里、金田里、葛旨里、小川里、芳旨里、林塘里、薪旨里、珀谷里、梧鳳里                                                                                   |
| 角北面 | 明大里、牛山里、三坪里、南山里、徳村里、芝瑟里、金川里、梧山里                                                                                                   |

### 警察
- 清道警察署

### 消防
- 清道消防署

## 交通

### 鉄道
- 京釜線
  - 南省峴駅 - 清道駅 - 新巨駅

### 高速道路
- 大邱-釜山高速道路
  - 清道サービスエリア - 清道インターチェンジ

### バス
- 清道共用バスターミナル
  - 高速バス（東ソウル行きのみ）市外バスと郡内バス（0、1、2、3、5、7番。0番以外は支線あり。）が出発・到着する。

## 経済
清道郡の代表的な企業としては、コオロギ、エスアンドビインターナショナル、大河正孔、センチュリー、ナノケム、神聖エンジニアリングなどがあります。

## 祭り
- 清道闘牛祭り
- 道州文化祭
- 車山農楽
- お月見の積木燃やし
  - 陰暦1月15日に月の家（竹で作られた柱に藁などを覆って作る）を焼いて、作物の豊凶を占う。

## 外部サイト
- 清道郡公式サイト（韓国語）